# Iceland (travhäst)
| Årets häst     |                 |                |
| 2009           | 2010            | 2011           |
| Torvald Palema | Iceland         | Brioni         |
| Åke Svanstedt  | Stefan Melander | Joakim Lövgren |

Iceland, född 26 april 2004 i Vårgårda i Västra Götalands län, är en svensk varmblodig travhäst. Han tränades av sin ägare Stefan Melander. Han är son till Hambletonianvinnaren Scarlet Knight.
Iceland tävlade åren 2007–2013 och sprang in 9,7 miljoner kronor på 99 starter varav 25 segrar, 9 andraplatser och 13 tredjeplatser. Han tog karriärens största seger i Elitloppet (2010) tillsammans med kusken Johnny Takter. Bland hans andra stora segrar räknas Silverdivisionens final (maj 2009, aug 2009), Jubileumspokalen (2009), Gävletravets Elitsprint (2010) och Jämtlands Stora Pris (2011). Han kom även på andraplats i Sundsvall Open Trot (2011) och på tredjeplats i Svenskt Mästerskap (2010).
Han utsågs till "Årets Häst" (2010) och "Årets Äldre" (2010) vid Hästgalan.